# Elzalia tenuis
Elzalia tenuis är en rundmaskart som först beskrevs av Allgen 1959.  Elzalia tenuis ingår i släktet Elzalia och familjen Monhysteridae. Inga underarter finns listade i Catalogue of Life.